# 德赖格莱兴
德赖格莱兴（德語：Drei Gleichen）是德国图林根州的市镇，隶属于哥达县。总面积为57.82平方千米，截至2023年12月31日总人口为7,826人。